# Fnjóská
Il Fnjóská è un fiume che scorre nella regione del Norðurland eystra, nella parte settentrionale dell'Islanda.

## Descrizione
Le sorgenti del fiume si trovano negli altopiani d'Islanda, nella parte settentrionale dell'inospitale valle Sprengisandur, e le sue acque fluiscono inizialmente attraverso la Bleiksmýrardalur, che è la più occidentale e la più lunga delle tre valli che si trovano a sud della Fnjóskadalur. Nella valle Fnjóskádalur, che prende il nome dal fiume, scorre poi lungo l'area forestale Vaglaskógur, la seconda foresta per estensione dell'Islanda; il fiume compie quindi una netta svolta verso ovest, per superare la catena montuosa tra la valle e l'Eyjafjörður, nella zona del Dalsmynni; infine scorre nel Höfðahverfi, fino ad andare a sfociare nel fiordo Eyjafjörður.
Il Fnjóská ha una lunghezza complessiva di 117 km. La portata media annuale è di 43 m³/s. La quantità media di acqua in estate è di 20–150 m³/s, in inverno 20–30 m³/s. La massima portata misurata è di 500 m³/s. In primavera le fluttuazioni nella quantità di acqua sono notevoli e la corrente diventa insolitamente forte.

## Fnjóskadalur
La Fnjóskadalur è una grande valle modellata dai ghiacciai e dal fiume Fnjóská nel corso dei millenni. Ha una lunghezza di 30 km ed è piuttosto stretta. Le montagne a est, chiamate Austurfjöll, vicino al lago Ljósavatn, sono piuttosto ripide e abbastanza alte (circa 1.000 m), con profonde gole e campi di neve. Le montagne a ovest mostrano invece pendii in leggera in pendenza in direzione della valle. La parte della valle chiamata Dalsmynni, a nord della strada statale Hringvegur, ha pendii ripidi, con strati rocciosi molto inclinati in direzione della valle; al di sopra di questi si trovano strati di alcuni milioni di anni più giovani.

## Ponti

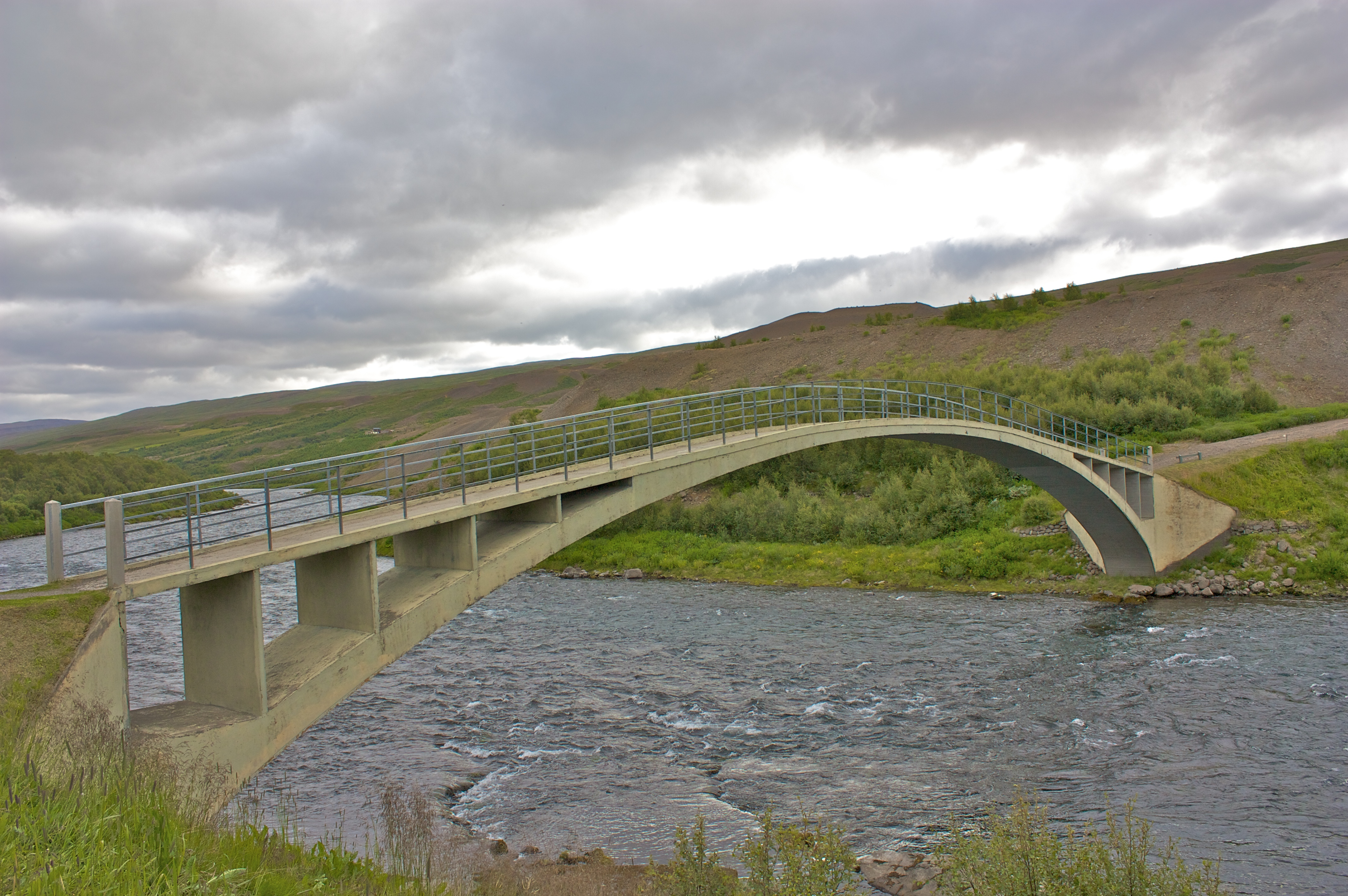
Il vecchio ponte in cemento a Vaglaskóg.

Il più antico ponte sul Fnjóská è stato costruito nel 1908 ed è stato il primo ponte realizzato in Islanda in cemento armato; all'epoca era anche il più lungo ponte ad arco in cemento nei paesi nordici, inclusa tutta la Scandinavia. Nel 1969 è stato costruito un nuovo ponte e il più antico è ora utilizzato come ponte pedonale.

## Pesca
Il corso del Fnjóská è una zona di pesca popolare soprattutto per il salmone, ma anche per la trota.